# Paco Jémez
Francisco Jémez Martin (Las Palmas, 18 de abril de 1970), também conhecido por Paco Jémez, é um ex-futebolista e treinador de futebol espanhol, que atuava como zagueiro. Atualmente está sem clube.

## Carreira
Nascido em Las Palmas, mas criado em Córdoba, Paco iniciou sua carreira em 1989, defendendo o clube homônimo da cidade, onde permaneceria até 1991. Também teve passagens rápidas por Real Murcia e Rayo Vallecano, antes de ser contratado pelo Deportivo La Coruña, sendo um coadjuvante da equipe que tinha, como astros, os brasileiros Bebeto, Mauro Silva, Djalminha e Donato (naturalizado espanhol), o sérvio Miroslav Đukić, o compatriota Fran González e o camaronês Jacques Songo'o. Pelo Depor, foram 94 partidas e um gol marcado.
Paco viveu o auge de sua carreira entre 1998 e 2004, quando defendeu o Zaragoza, onde realizou 168 jogos e marcou um gol. Voltou ao Rayo Vallecano para atuar no primeiro semestre de 2004, antes de encerrar sua carreira em 2006, defendendo o Lugo.

## Seleção Espanhola
Pela seleção da Espanha, Paco estreou em 23 de setembro de 1998 contra a Rússia, e participou de uma edição da Eurocopa (2000), onde a "Fúria" parou apenas nas quartas-de-final. Paco realizou a última de suas 21 partidas com a seleção em 2001, não sendo lembrado por José Antonio Camacho para a Copa de 2002.

## Carreira como treinador

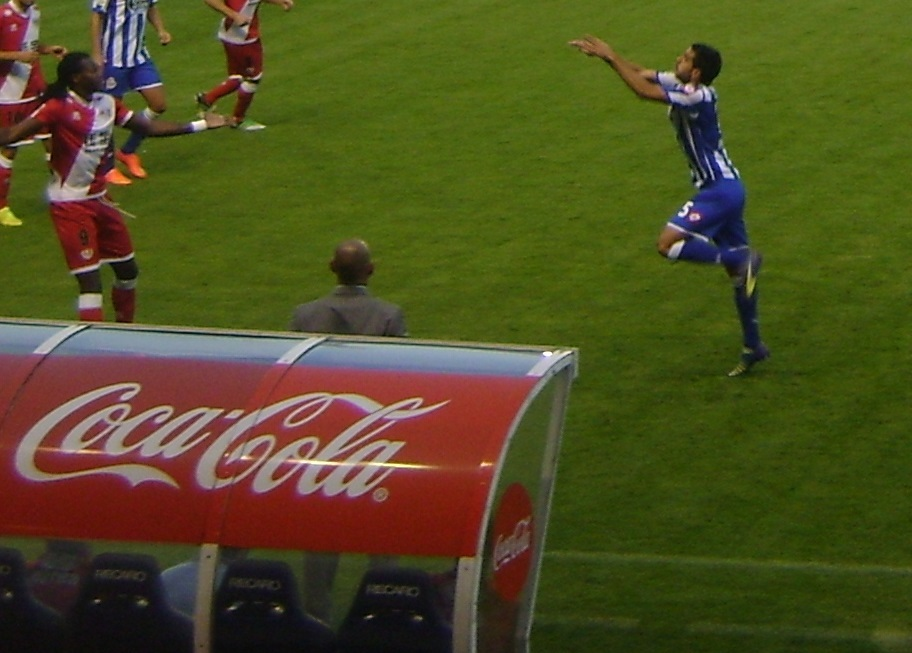
Paco Jémez (de terno), comandando o Rayo Vallecano.

Após encerrar a carreira, Paco incorporou o sobrenome Jémez ao apelido ao iniciar sua trajetória como treinador em 2007, no Alcalá. Passou ainda por Córdoba (treinou o clube pela segunda vez entre 2011 e 2012), Cartagena e Las Palmas até assinar com o Rayo Vallecano em 2012. Após levar o clube dos subúrbios de Madri à oitava posição, Paco renovou seu contrato até junho de 2015.